# Wright R-3350
Wright R-3350 Duplex Cyclone byl letecký motor, vzduchem chlazený dvouhvězdicový osmnáctiválec, vyvíjený firmou Wright Aeronautical Corp. ve druhé polovině 30. let 20. století.
Nejznámější je jeho použití na těžkých čtyřmotorových bombardérech Boeing B-29 Superfortress, po válce byl používán mj. na dopravních letounech Lockheed Constellation a Douglas DC-7.
Nedostatečné chlazení válců zadní hvězdice u B-29 mohlo vést i k samovznícení motoru za letu. Vzhledem k použití hořčíku v některých komponentách motoru pak zpravidla (v 87 % zaznamenaných požárů) palubní hasicí systém na uhašení nestačil, což mohlo vést až ke zřícení letounu. Druhý prototyp XB-29 dokázal 30. prosince 1942 přistát s hořícím motorem, ale 18. února 1943 se mu další požár za letu stal osudným. V roce 1943 se problémy ve výrobě tohoto motoru zabývala senátní komise (oficiálně Senate Special Committee to Investigate the National Defense Program), kterou vedl Harry S. Truman.

## Použití
- Beechcraft XA-38 Grizzly
- Boeing B-29 Superfortress
- Boeing XC-97 Stratofreighter
- Boeing XPBB Sea Ranger
- Canadair CP-107 Argus
- Consolidated XP4Y Corregidor
- Consolidated B-32 Dominator
- Curtiss XBT2C
- Curtiss XF14C
- Curtiss XP-62
- Douglas A-1 Skyraider
- Douglas BTD Destroyer
- Douglas DC-7
- Douglas XB-19
- Douglas XB-31
- Fairchild C-119 Flying Boxcar
- Fairchild AC-119
- Grumman F8F Bearcat Rare Bear (přestavěný závodní speciál)
- Lockheed Constellation
- Lockheed L-049 Constellation
- Lockheed C-69 Constellation
- Lockheed L-649 Constellation
- Lockheed L-749 Constellation
- Lockheed L-1049 Super Constellation
- Lockheed C-121 Constellation
- Lockheed R7V-1 Constellation
- Lockheed EC-121 Warning Star
- Lockheed L-1649A Starliner
- Lockheed P-2 Neptune
- Lockheed XB-30
- Martin JRM Mars
- Martin XB-33 Super Marauder
- Martin P5M Marlin
- Stroukoff YC-134

## Specifikace (R-3350-59)

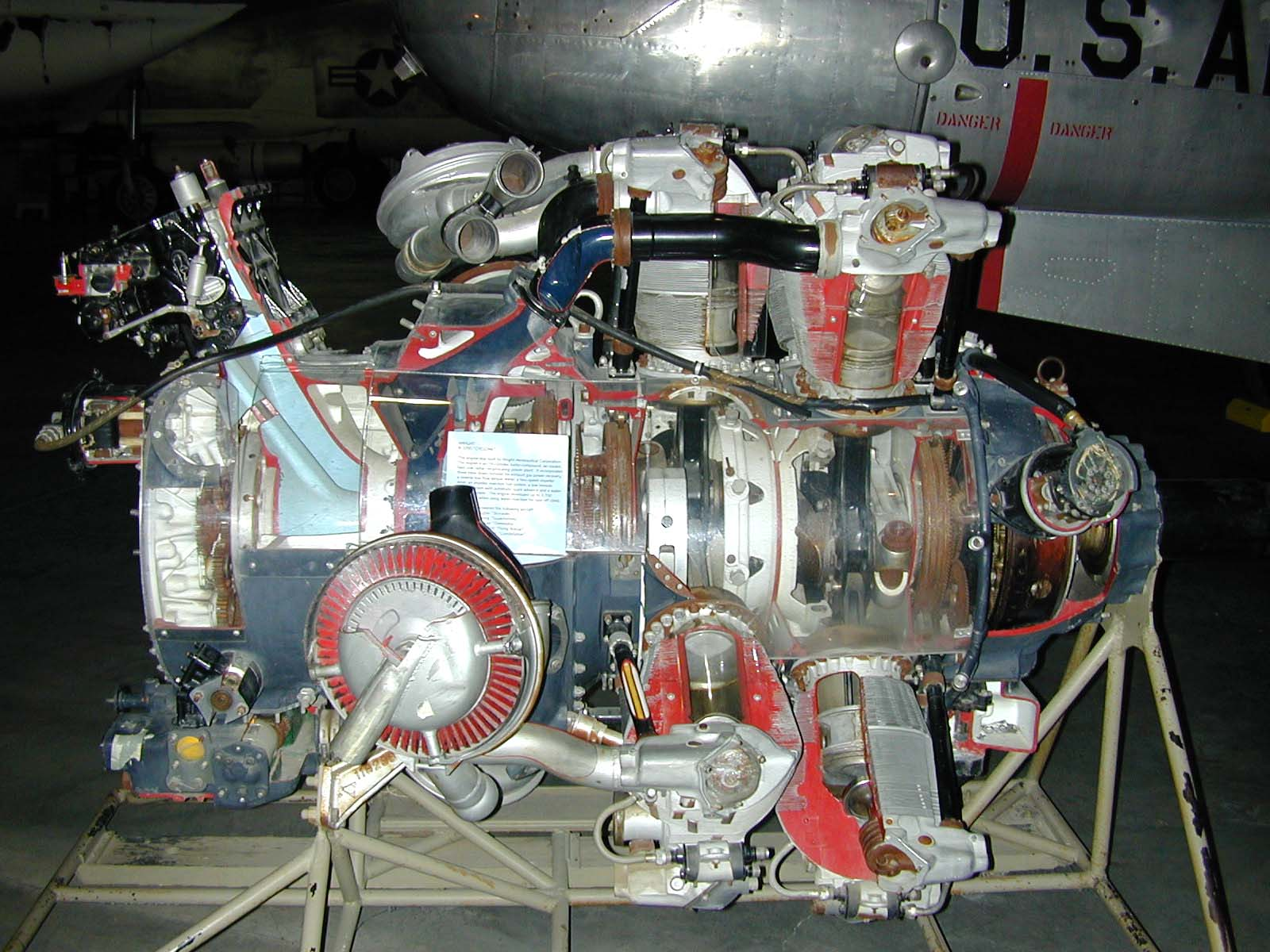
Wright R-3350 v řezu

### Základní technické údaje
- Typ: vzduchem chlazený, přeplňovaný, zážehový čtyřdobý dvouhvězdicový osmnáctiválec s reduktorem
- Vrtání válce: 6 a 1/8 palce (6,125 in, tedy cca 155,58 mm)
- Zdvih pístu: 6 a 5/16 palce (6,3125 in, tedy cca 160,34 mm)
- Celková plocha pístů: 3421,7 cm²
- Zdvihový objem motoru: 3347,93 krychlového palce (54 863 cm³)
- Průměr motoru: 1400 mm
- Délka motoru: 1937 mm
- Hmotnost suchého motoru: 1250,5 kg

### Součásti
- Rozvod: dvouventilový, OHV (řízený vačkovým kotoučem)
- Kompresor: jednostupňový jednorychlostní odstředivý, poháněný mechanickým převodem od klikového hřídele motoru, doplněný předřazeným turbokompresorem (dva typu General Electric B-11)
- Převod kompresoru: 1÷6,06
- Průměr rotoru kompresoru: 330,2 mm
- Přípava palivové směsi: přímé vysokotlaké vstřikování paliva do válců
- Palivo: benzín o.č. 100 (100/130 Grade)
- Reduktor otáček vrtule: planetový, s převodem 2,857 (20÷7)
- Unašeč vrtule: SAE No. 60

### Výkony
- Výkon:
  - vzletový 2200 hp (1640,5 kW) při 2800 ot/min
  - maximální 2200 hp (1640,5 kW) v 7620 m, při 2600 ot/min
- Kompresní poměr: 6,85